# حمله سایبری به داین
حمله سایبری به داین (انگلیسی: DDoS attacks on Dyn) حمله‌ای سایبری به داین، شرکت فناوری‌های زیرساخت اینترنت آمریکایی، بود که باعث اختلال در برخی از پرطرفدارترین سرویس‌های اینترنتی نظیر آمازون، توییتر، پی‌پل، نت‌فلکیس، اسپاتیفای و ساوند کلاود شد. به دلیل این اختلالات دسترسی میلیون‌ها نفر در شرق آمریکا به برخی سایت‌ها محدود شده‌ است.
شبکه دامنه نام شرکت داین مورد حمله محروم‌سازی از سرویس قرار گرفت. در این روش حمله‌کنندگان با تعداد زیادی کامپیوتر و شبکه‌هایی که در اختیار دارند، یک سرور را هدف می‌گیرند و با ارسال درخواست‌های جعلی انبوه برای بازدید، آن سرورها را از کار می‌اندازند.

## خدمات تحت تاثیر قرار گرفته
- ایر بی‌ان‌بی[۲]
- آمازون (شرکت)[۳]
- Ancestry.com[۴][۵]
- ای. وی. کلاب[۶]
- بی‌بی‌سی[۵]
- بوستون گلوب[۲]
- Box[۷]
- بیزنس اینسایدر[۵]
- سی‌ان‌ان[۵]
- کامکست[۸]
- تک کرانچ[۵]
- دایرکت‌تی‌وی[۵]
- الدر اسکورولز آنلاین[۵][۹]
- الکترونیک آرتس[۸]
- Etsy[۲][۱۰]
- FiveThirtyEight[۵]
- فاکس نیوز[۱۱]
- گاردین[۱۱]
- گیت‌هاب[۲][۸]
- گرابهاب[۱۲]
- اچ‌بی‌او[۵]
- هروکو[۱۳]
- HostGator[۵]
- آی هارت ریدیو[۴][۱۴]
- Imgur[۱۵]
- ایندی‌گوگو[۴]
- لیگ ملی هاکی[۵]
- نتفلیکس[۵][۱۱]
- نیویورک تایمز[۲][۸]
- Okta[۱۶]
- Overstock.com[۵]
- پی‌پل[۱۰]
- پین‌ترست[۸][۱۰]
- Pixlr [۵]
- شبکه پلی‌استیشن[۸]
- PingIdentity[۱۷]
- Qualtrics[۴]
- کورا (وب‌گاه)[۵]
- ردیت[۴][۸][۱۰]
- Ruby Lane[۵]
- RuneScape[۴]
- SaneBox[۱۳]
- Seamless[۱۵]
- Shopify[۲]
- Slack[۱۵]
- ساوندکلاود[۲][۱۰]
- Squarespace[۵]
- اسپاتیفای[۴][۸][۱۰]
- استارباکس[۴][۱۴]
- استوریفای[۷]
- تامبلر[۴][۸]
- Twilio[۴][۵]
- توییتر[۲][۴][۸][۱۰]
- ورایزن کامیونیکیشنز[۸]
- ویزا کارت[۱۸]
- Vox Media[۱۹]
- والگرینز[۵]
- وال‌استریت جورنال[۱۱]
- ویکیا[۴]
- وایرد[۷]
- Wix.com[۲۰]
- شبکه دبلیودبلیوئی[۲۱]
- یامر[۱۵]
- یلپ[۵]
- Zillow[۵]